# Chai Hon Yam
Chai Hon Yam (ur. 10 lipca 1928 w Teluk Intan, zm. 7 grudnia 2017) – singapurski hokeista na trawie, olimpijczyk. Zawodnik Singapore Chinese Recreation Club.
Uczestnik Letnich Igrzysk Olimpijskich 1956. Reprezentował Singapur w trzech meczach: z Belgią, Australią (obydwa zakończyły się wyraźnymi porażkami Singapuru 0-5) oraz z Afganistanem (Singapurczycy zwyciężyli 5-0). W wygranym meczu z Afgańczykami zdobył jednego gola, jedynego zresztą którego strzelił na tym turnieju. Jego reprezentacja zajęła finalnie ósme miejsce w stawce 12 zespołów.